# Новохрости
Новохрости (біл. вёска Навахросты) — село в складі Крупського району Мінської області, Білорусь. Село підпорядковане Крупській сільській раді, розташоване в східній частині області.